# Episodi di The Donna Reed Show (sesta stagione)
La sesta stagione della serie televisiva The Donna Reed Show è stata trasmessa in anteprima negli Stati Uniti d'America dalla ABC tra il 19 settembre 1963 e il 23 aprile 1964.
| nº | Titolo originale                                 | Titolo italiano | Prima TV USA      | Prima TV Italia |
| -- | ------------------------------------------------ | --------------- | ----------------- | --------------- |
| 1  | The Playmate                                     |                 | 19 settembre 1963 |                 |
| 2  | Brighten the Corner                              |                 | 26 settembre 1963 |                 |
| 3  | Whatever You Wish                                |                 | 3 ottobre 1963    |                 |
| 4  | House Divided                                    |                 | 10 ottobre 1963   |                 |
| 5  | The Boys in 309                                  |                 | 17 ottobre 1963   |                 |
| 6  | The Bigger They Are                              |                 | 24 ottobre 1963   |                 |
| 7  | It Grows on Trees                                |                 | 31 ottobre 1963   |                 |
| 8  | Mary Comes Home                                  |                 | 7 novembre 1963   |                 |
| 9  | Post Time                                        |                 | 14 novembre 1963  |                 |
| 10 | Sweet Mystery of Wife                            |                 | 21 novembre 1963  |                 |
| 11 | What Are Friends For?                            |                 | 28 novembre 1963  |                 |
| 12 | A Touch of Glamour                               |                 | 5 dicembre 1963   |                 |
| 13 | Air Date                                         |                 | 12 dicembre 1963  |                 |
| 14 | Moon Shot                                        |                 | 19 dicembre 1963  |                 |
| 15 | Nice Work                                        |                 | 26 dicembre 1963  |                 |
| 16 | First Addition                                   |                 | 2 gennaio 1964    |                 |
| 17 | The Combo                                        |                 | 9 gennaio 1964    |                 |
| 18 | Who's Rockin' the Partnership                    |                 | 16 gennaio 1964   |                 |
| 19 | Something Funny Happened on the Way to the Altar |                 | 23 gennaio 1964   |                 |
| 20 | Today I Am a Girl                                |                 | 30 gennaio 1964   |                 |
| 21 | Will the Real Chicken Please Stand Up?           |                 | 6 febbraio 1964   |                 |
| 22 | Guest in the Nursery                             |                 | 13 febbraio 1964  |                 |
| 23 | Home Sweet Homemaker                             |                 | 20 febbraio 1964  |                 |
| 24 | Teamwork                                         |                 | 27 febbraio 1964  |                 |
| 25 | Neither a Borrower Nor a Lender Be               |                 | 5 marzo 1964      |                 |
| 26 | Pandemonium in the Condominium                   |                 | 12 marzo 1964     |                 |
| 27 | A Day for Remembering                            |                 | 19 marzo 1964     |                 |
| 28 | One Little Word                                  |                 | 26 marzo 1964     |                 |
| 29 | Love Letters Are for Burning                     |                 | 2 aprile 1964     |                 |
| 30 | Four's a Crowd                                   |                 | 9 aprile 1964     |                 |
| 31 | My Son the Catcher                               |                 | 16 aprile 1964    |                 |
| 32 | The Pros and the Cons                            |                 | 23 aprile 1964    |                 |